# Moskvafördraget
Moskvafördraget var ett fördrag som undertecknades mellan Västtyskland och Sovjetunionen den 12 augusti 1970.
I fördraget förband sig de två staterna för att arbeta för fred och avspänning i Europa (art. 1) och att lösa konflikter med fredliga medel (art. 2). Staterna erkände också de då aktuella gränserna i Europa som oantastliga och Västtyskland erkände både Oder-Neisse-linjen och gränsen mellan Väst- och Östtyskland (art. 3).
Fördraget undertecknades i Moskva för Förbundsrepublikens räkning av förbundskansler Willy Brandt och utrikesminister Walter Scheel och för Sovjetunionens räkning av premiärminister Aleksej Kosygin och utrikesminister Andrej Gromyko.